# Spring Valley Lake, Kalifornien
Spring Valley Lake är en ort (CDP) i San Bernardino County, i delstaten Kalifornien, USA. Enligt United States Census Bureau har orten en folkmängd på 8 220 invånare (2010) och en landarea på 7,7 km².